# 大越隆三

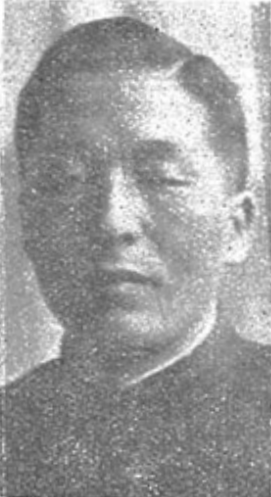
大越隆三

大越 隆三（おおこし りゅうぞう、1900年（明治33年）9月26日 - 1943年（昭和18年）2月8日）は、昭和時代前期の台湾総督府官僚。嘉義市尹

## 経歴・人物
福島県出身。1925年（大正14年）3月、東北帝国大学理学部を経て、1928年（昭和3年）3月、東京帝国大学法学部政治学科を卒業。1929年（昭和4年）10月、高等試験行政科に合格後、1930年（昭和5年）4月に台湾総督府警務局保安課に出仕し、1933年（昭和8年）12月に地方警視に進み、屏東警察署長を経て、1934年（昭和9年）9月に台中州警務課長となり、1935年（昭和10年）9月、同州警務部高等警察課長に転じた。
ついで、台北州勧業課長を経て、1939年（昭和14年）7月に台南州嘉義市尹に就任した。